# Főnix TV
A Főnix Televízió Budapest egy nagy, közel kétmilliós vételkörzetű, DVB-T hálózaton fogható kulturális tévécsatorna volt. Adása 2000. augusztus 20-án indult egymilliárdos beruházással, de már 1997. március 24-től kezdve végeztek időszakos kísérleti adásokat. Műsoruk a csatorna honlapján online is nézhető volt. Küldetésük volt, hogy a profitorientált kereskedelmi csatornákkal szembemenve minimális költségvetéssel, kevesebb nézőt érdeklő, de minőségi kulturális tartalmat állítsanak elő.
A Hálózat TV fennállása alatt az esti hírműsor és film idejére a Főnix TV bekapcsolódott a csatorna programjába.
A műsoridő nagyobb részét az „infocsatorna” hírei tették ki. A nettó adásidő így napi kilenc óra volt, amit 14 és 23 óra között sugároztak.
A csatorna 2000 óta megszakítás nélkül az UHF 31-es frekvencián sugárzott (előbb analóg, aztán digitális adást), és az utolsó olyan hazai tévéadók között volt, amely még a hagyományos 4:3 képarányban működött.
2023-ban a DVB-T adás megszűnt, 2024-ben pedig az online adás is megszűnt, a csatorna weboldalával együtt.
A csatorna 2024 áprilisáig működött.